# Bobo-Dioulasso (département)
Bobo-Dioulasso est un département et une commune urbaine à statut particulier située dans la province du Houet et dans la région des Hauts-Bassins au Burkina Faso.

## Géographie

### Démographie
- En 2006, le département comptait 497 462 habitants recensés[1].
- En 2012, le département comptait 812 574 habitants estimés (donnée révisée pour les élections municipales).

## Administration

### Villes et villages
Le département se compose d'une ville, chef-lieu du département (également chef-lieu de la province du Houet et de la région des Hauts-Bassins) (données de population estimées en 2012 issues du recensement général de 2006) :
- Bobo-Dioulasso (643 203 habitants sur les 812 574 habitants du département), divisée en 32 secteurs répartis sur les 7 arrondissements du département :
  - dans le 1er arrondissement (81 768 habitants) :
 les secteurs 1 (19 216 habitants), 2 (32 948 habitants), 3 (13 646 habitants), 4 (10 598 habitants) et 8 (5 360 habitants) ;
  - dans le 2e arrondissement (129 457 habitants sur les 138 802 habitants de l'arrondissement) :
 les secteurs 10 (36 226 habitants), 11 (64 340 habitants), 23 (28 153 habitants) et 30 (738 habitants) ;
  - dans le 3e arrondissement (91 495 habitants sur les 107 527 habitants de l'arrondissement) :
 les secteurs 12 (30 828 habitants), 13 (23 456 habitants), 14 (28 551 habitants) et 31 (8 660 habitants) ;
  - dans le 4e arrondissement (105 397 habitants sur les 129 500 habitants de l'arrondissement) :
 les secteurs 15 (41 405 habitants), 16 (9 053 habitants), 24 (22 669 habitants), 32 (17 051 habitants) et 33 (15 219 habitants) ;
  - dans le 5e arrondissement (134 333 habitants sur les 147 124 habitants de l'arrondissement) :
 les secteurs 5 (4 647 habitants), 6 (12 114 habitants), 17 (45 870 habitants), 25 (25 108 habitants), 26 (31 808 habitants) et 27 (14 786 habitants) ;
  - dans le 6e arrondissement (56 500 habitants sur les 73 889 habitants de l'arrondissement) :
 les secteurs 9 (15 579 habitants), 18 (1 444 habitants), 19 (3 194 habitants), 20 (34 239 habitants) et 28 (2 044 habitants),
 ainsi que le secteur "0" du camp militaire (aujourd’hui inhabité, ancien secteur 32) ;
  - dans le 7e arrondissement (126 021 habitants sur les 133 964 habitants de l'arrondissement) :
 les secteurs 21 (54 150 habitants), 22 (34 558 habitants) et 29 (37 313 habitants) ;

et de 36 villages ruraux (totalisant 169 371 habitants) :
- aucun village dans le 1er arrondissement
- 6 villages dans le 2e arrondissement :
  - Dafinso (1 724 habitants)
  - Doufiguisso (1 173 habitants)
  - Kimidougou (955 habitants)
  - Moukoma (1 895 habitants) (* nouveau village depuis 2012)
  - Panamasso (2 350 habitants) (incluait Moukoma avant 2012)
  - Santidougou (1 248 habitants)
- 5 villages dans le 3e arrondissement :
  - Kékélésso (2 089 habitants)
  - Kouentou (2 506 habitants)
  - Léguéma (8 691 habitants)
  - Moussobadougou (929 habitants)
  - Noumousso (1 817 habitants)
- 7 villages dans le 4e arrondissement :
  - Baré (5 489 habitants)
  - Borodougou (1 860 habitants)
  - Kotédougou (7 121 habitants)
  - Niamadougou (1 500 habitants)
  - Sogossagasso (3 931 habitants)
  - Tondogosso (1 571 habitants)
  - Yéguéresso (2 631 habitants)
- 6 villages dans le 5e arrondissement :
  - Dingasso (1 912 habitants)
  - Dodougou (1 008 habitants)
  - Dogotélama (1 041 habitants)
  - Koro (3 732 habitants)
  - Kouakoualé (3 309 habitants)
  - Pala (1 789 habitants)
- 7 villages dans le 6e arrondissement :
  - Darsalamy (4 393 habitants)
  - Farakoba (2 433 habitants)
  - Koumi (2 710 habitants)
  - Logofourousso (2 044 habitants)
  - Matourkou (1 478 habitants)
  - Moamy (2 750 habitants)
  - Samagan (1 581 habitants)
- 5 villages dans le 7e arrondissement :
  - Bana (982 habitants)
  - Dindéresso (1 171 habitants)
  - Kokorowé (779 habitants)
  - Nasso (2 036 habitants)
  - Ouolonkoto (2 975 habitants)